# Федеральний університет Ріу-Гранді-ду-Сул
Федеральний університет Ріу-Гранді-ду-Сул (порт. Universidade Federal do Rio Grande do Sul, UFRGS) — один з найбільших федеральних університетів Бразилії. Розташовується в місті Порту-Алегрі. В університеті навчаються понад 27 000 студентів та близько 9 300 аспірантів. В університеті працюють понад 2 500 професорів.

## Структура
Університет має понад 300 корпусів, у яких розміщуються 29 коледжів, що поділяються на 94 департаменти.
- Коледж архітектури (Faculdade de Arquitetura)
- Коледж телекомунікацій (Facultade de Biblioteconomia e Comunicação)
- Економічний коледж (Faculdade de Ciências Econômicas)
- Педагогічний коледж (Faculdade de Educação)
- Правничий коледж (Faculdade de Direito)
- Коледж фармакології (Faculdade de Farmácia)
- Медичний коледж (Faculdade de Medicina)
- Стоматологічний коледж (Faculdade de Odontologia)
- Коледж ветеринарної медицини (Faculdade de Veterinária)
- Інститут біологічних наук (Instituto de Biociências)
- Інститут хімії (Instituto de Química)
- Інститут мистецтв (Instituto de Artes)
- Інститут харчових технологій (Instituto de Ciência e Tecnologia de Alimentos)
- Інститут географічних наук
- Інститут охорони здоров'я (Instituto de Ciências Básicas da Saúde)
- Інститут гідравлічних досліджень (Instituto de Pesquisas Hidráulicas)
- Інститут інформатики (Instituto de Informática)
- Інститут лінгвістики, мов та літератури (Instituto de Letras)
- Інститут математики (Instituto de Matemática)
- Інститут філософії та гуманітарних наук (Instituto de Filosofia e Ciências Humanas)
- Інститут фізики (Instituto de Física)
- Інститут психології (Instituto de Psicologia)
- Школа агрономії (Faculdade de Agronomia)
- Технічна школа (Escola de Engenharia)
- Школа менеджменту (Escola de Administração)
- Школа медичних сестер (Escola de Enfermagem)
- Спортивна школа (Escola de Educação Física)

## Відомі випускники
- Жетулью Варгас — колишній президент Бразилії
- Жуан Гуларт — колишній президент Бразилії
- Моасір Скляр — письменник
- Ділма Руссефф — чинний президент Бразилії
- Жорже Фуртадо — актор